# Параскева Іконійська
День святої П'ятниці (День великомучениці Параскеви, святої П'ятниці) —  церковний день пам'яті християнської святої та великомучениці Параскеви Іконійської, що жила в III столітті в місті Іконія у Малій Азії.

## Християнська свята
Параскева Іконійська (грец. Παρασκευή) народилася у християнській родині.  Її батьки щиро молилися до Бога і кожної п'ятниці розважали над муками Ісуса Христа. Коли Бог дав їм донечку, вони назвали її Параскева, тобто П'ятниця. Після смерті батьків Параскева вела тихе християнське життя, повне чеснот, і з любов'ю опікувалась убогими. Добрий приклад її богоугодного життя навернув численних язичників до Христової віри. Розлючені жерці запроторили Параскеву до в'язниці.
Коли в час Діоклетіанового переслідування християн до Іконії прибув новий імператорський намісник з наказом судити й мучити християн, до нього привели Параскеву, яка сміливо визнала свою віру в Христа. За це намісник наказав її жорстоко мучити. Під час тортур Параскева віддала Богові свою чисту і невинну душу.
Свята Параскева Іконійська мала у православних вірян особливу любов і шанування. Храми на її честь в давнину називалися П'ятницями. На іконах зазвичай зображали мученицю суворою подвижницею, високого росту, з сяючим вінком на голові. 